# Ettelsberg-Seilbahn
Die Ettelsberg-Seilbahn ist eine kuppelbare Gondelbahn auf den 838 m hohen Ettelsberg im Rothaargebirge bei Willingen (Hessen, Deutschland).

## Bahnbeschreibung
Die Ettelsberg-Seilbahn wurde am 1. Dezember 2007 in Betrieb genommen und ersetzt einen Doppelsessellift von 1971. Die Kabinen für 8 Personen haben einen ebenerdigen Zutritt und verlangsamen in den Stationen ihre Fahrt, um einen leichteren Ein- und Ausstieg zu ermöglichen. Rollstühle, Mountainbikes, Kinderwagen, Schlitten etc. können problemlos transportiert werden. Die Seilbahn ist ganzjährig in Betrieb. Sie erschließt ein Wander- und Erholungsgebiet mit Hochheideturm, Ettelsberghütte (Siggi's Hütte), Kinderspielplatz und MTB-Strecken. In der Wintersaison ist der Ettelsberggipfel Ausgangspunkt mehrerer beschneiter Abfahrtspisten im Skigebiet Willingen. Seilbahn, Hütte und Turm sind behindertengerecht ausgeführt und verfügen über entsprechend ausgestattete WC-Anlagen sowie über Baby-Wickelräume. An der Talstation stehen kostenlose Parkplätze zur Verfügung.

## Bildergalerie

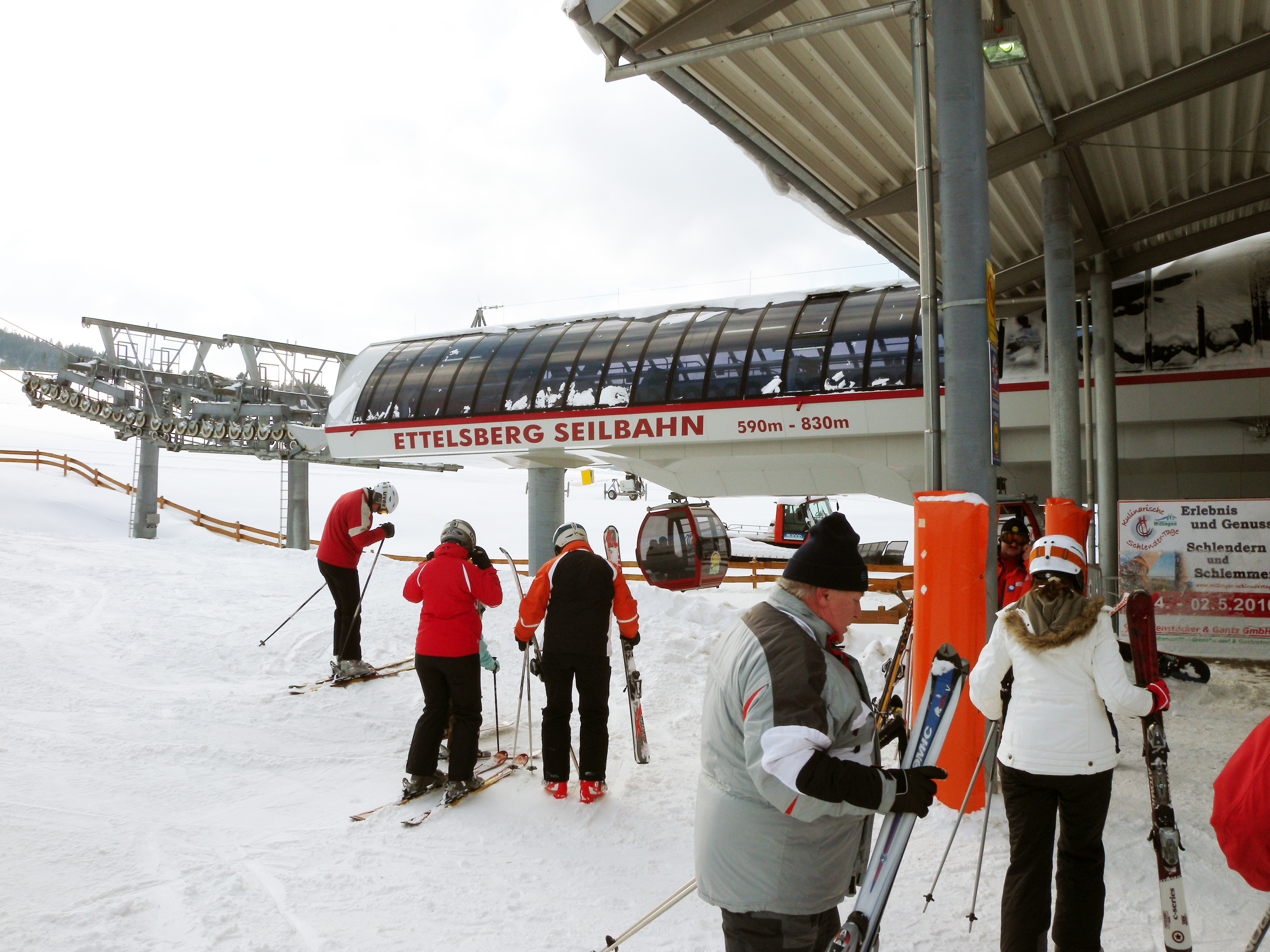
Talstation im Winter
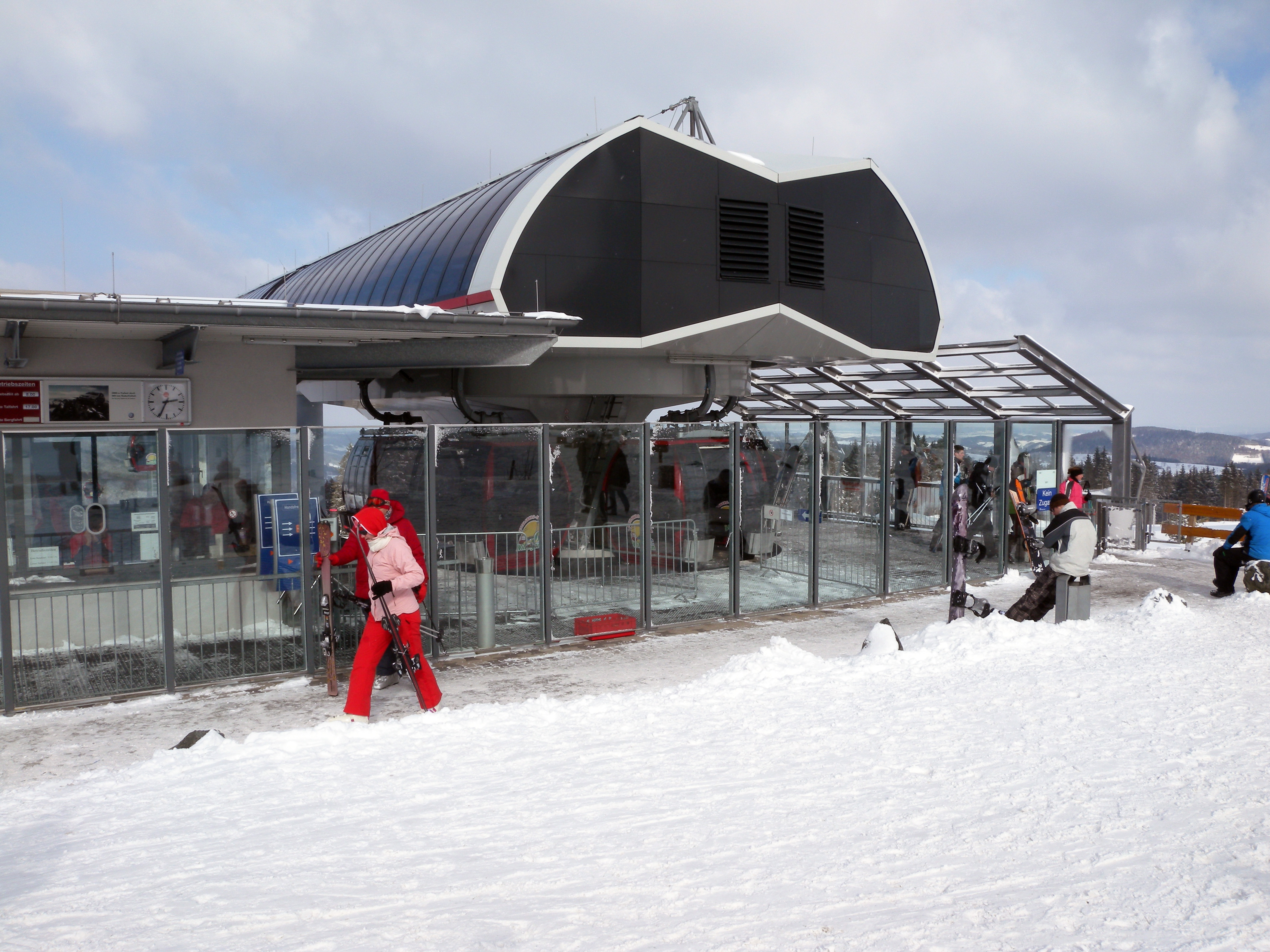
Bergstation
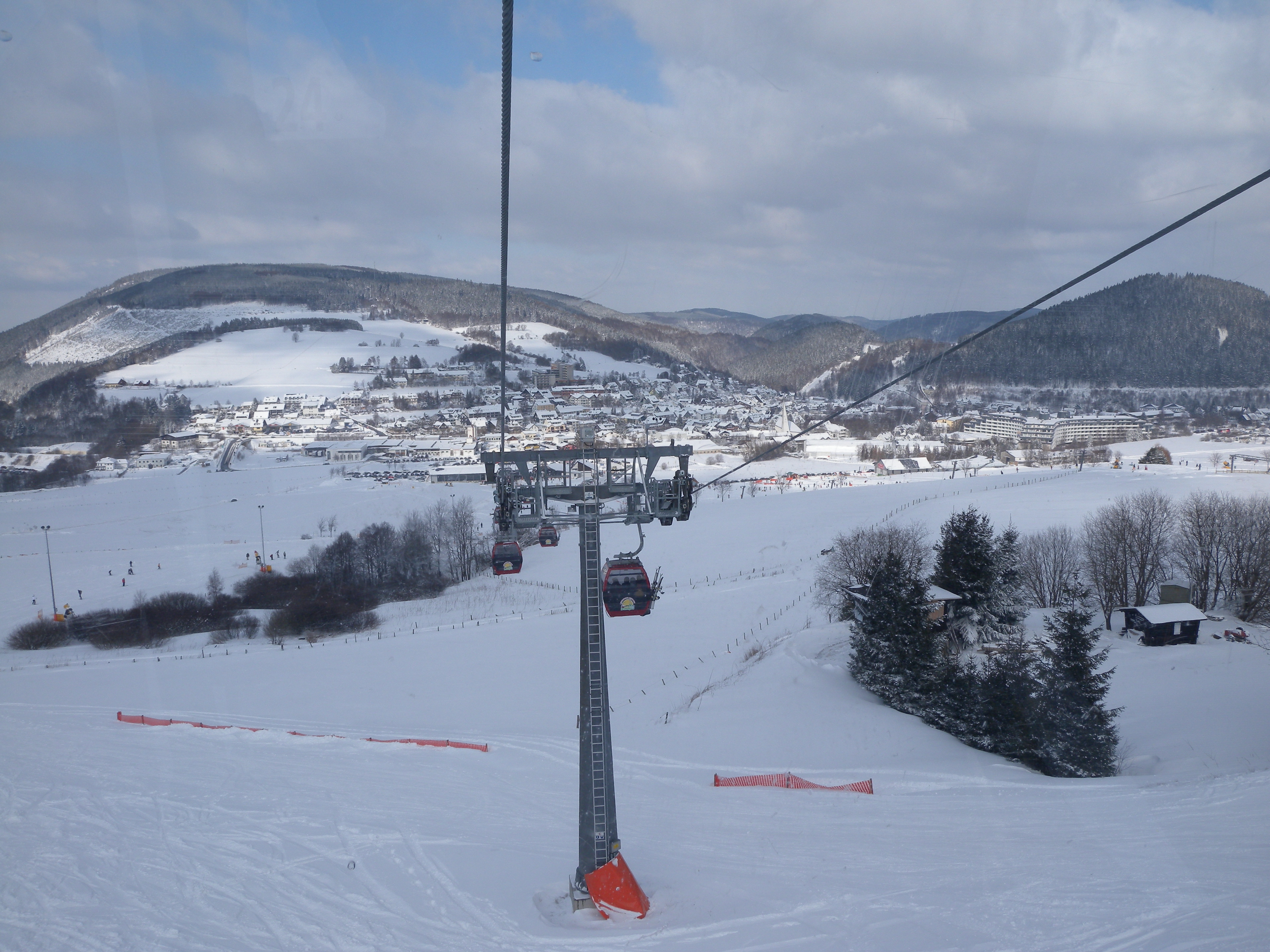
Talfahrt
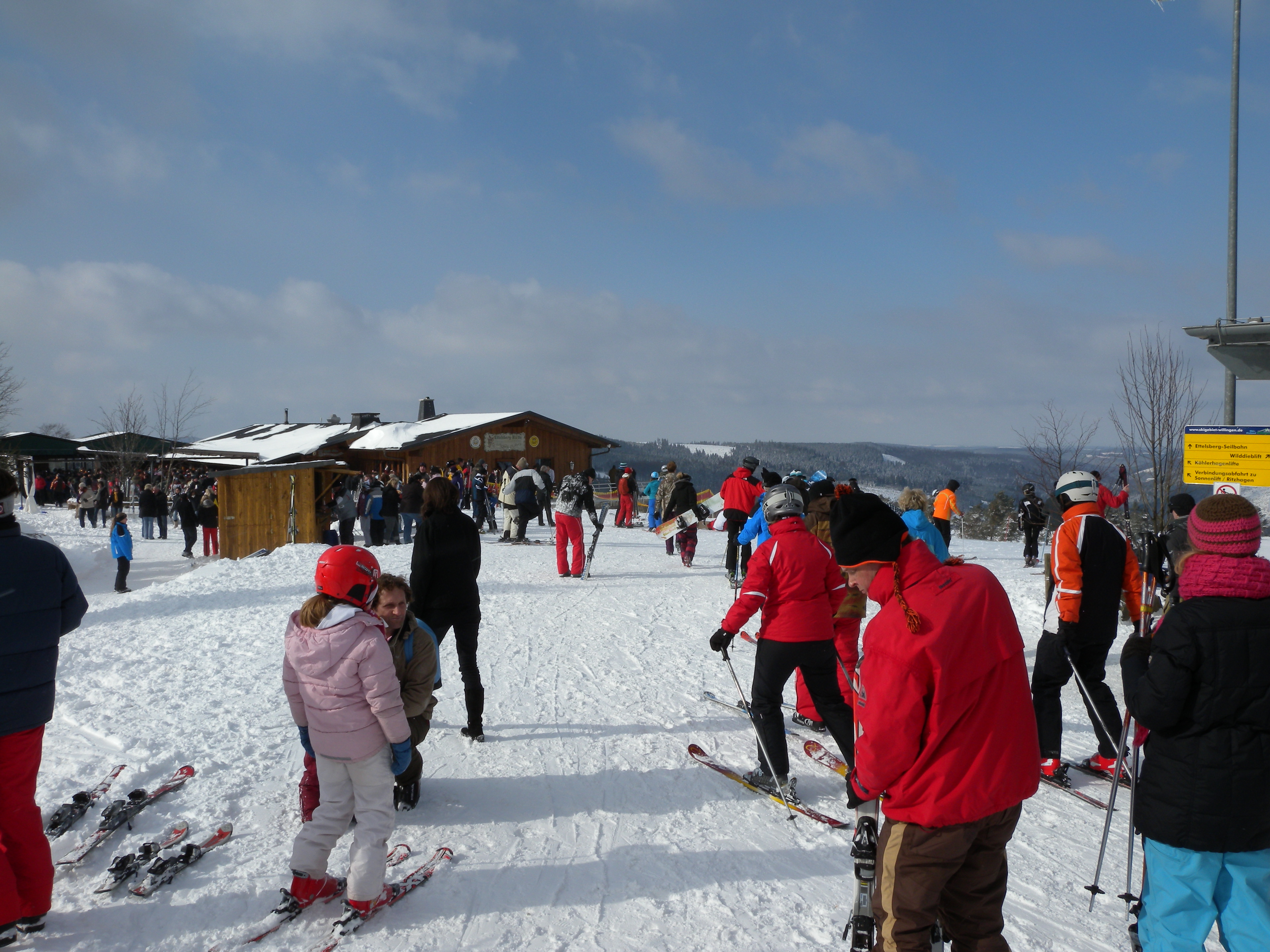
Ettelsberghütte